# بولشوو
بولشوو (به لهستانی:  Boleszewo) یک روستا در لهستان است که در گمینا سواونو (استان پومرانی غربی) واقع شده‌است. بولشوو ۴۶۶ نفر جمعیت دارد.